# Estación de Kettenbrückengasse
La estación de Kettenbrückengasse es una estación de la línea 4 del metro de Viena. Se encuentra en el distrito V. Desde 1980 funciona como estación de metro.
- Datos: Q2465730
- Multimedia: Kettenbrückengasse metro station / Q2465730